# Разлучённые души
«Разлучённые души» (англ. «Severed Souls») — роман Терри Гудкайнда в стиле фэнтези из цикла «Меч Истины», в оригинале изданный 5 августа 2014 года издательством Tor Books.

## Сюжет
Ричард Рал и Кэлен Амнелл продолжают путь. От Ирэны они узнают, что в цитадели Сааведры существует сдерживающее поле, благодаря которому и Ричард, и Кэлен могут избавиться от яда Джит. На пути к Сааведре Зедд становится свидетелем того, что Ирэна общается с кем-то посредством путевого дневника. Ирэна, не желая, чтобы кто-то знал об этом, убивает Зедда, при помощи оккультных способностей отсекая ему голову. По прибытии в цитадель Сааведры Никки и Ричард с Кэлен понимают, что их заманили в темницу, экранированную от их магических способностей. Благодаря тому, что на сторону Ричарда вновь возвращаются три Морд-Сит, ранее служившие дому Ралов, потом покинувшие его ради Ханниса Арка, а потом Людвига Дрейера, героям удается освободиться. Дальнейшим развитием событий стало пленение Людвига Дрейера. После этого случайным образом (у Ирэны выпал путевой дневник, а Ричард подобрал и прочитал его), Ричард узнает, что Ирэна подчинялась приказам Людвига Дрейера и должна была заманить их в темницу, и именно она убила Зедда. В ярости Ричард убивает Ирэну. Саманта, увидев только результат этой ситуации, и не разобравшись в причинах, обвиняет Ричарда в убийстве матери и говорит, что лишит того, что ему дороже всего. Она подбегает к Кэлен, выхватывает у неё из ножен на поясе кинжал и бьет кинжалом точно Кэлен в сердце и сбегает из цитадели. Потом Ричард просит Никки остановить его сердце, чтобы он мог найти Кэлен и вернуть её к жизни. Никки, плача, выполняет это его желание.

## Персонажи книги
- Ричард Рал — магистр Рал, правитель Д’Харианской империи, Искатель Истины, боевой чародей.
- Кэлен Амнелл — Мать-Исповедница, жена Ричарда Рала.
- Зеддикус Зул Зорандер — дед Ричарда, волшебник первого ранга.
- Никки — бывшая сестра Тьмы, ставшая союзником Ричарда Рала.
- Ханнис Арк — правитель провинции Фаджин, главный антагонист.
- император Сулакан — правитель Древнего мира во время Великой войны, создал Шан-так и живых мертвецов.
- Кассия — Морд-Сит, ушедшая от Людвига Дрейера и признавшая своим господином Ричарда Рала.
- Лорен — Морд-Сит, ушедшая от Людвига Дрейера и признавшая своим господином Ричарда Рала.
- Вэйл — Морд-Сит, ушедшая от Людвига Дрейера и признавшая своим господином Ричарда Рала.